# Arquidiocese de Ciudad Bolívar
A Arquidiocese de Ciudad Bolívar (Archidiœcesis Civitatis Bolivarensis) é uma circunscrição eclesiástica da Igreja Católica situada em Ciudad Bolívar, Venezuela. Seu atual arcebispo é Ulises Antonio Gutiérrez Reyes, O. de M.. Sua Sé é a Catedral de São Tomé de Ciudad Bolívar.
Possui 27 paróquias servidas por 40 padres, contando com 645 576 habitantes, com 95,1% da população jurisdicionada batizada (614 000 batizados).

## História
A Diocese de Guayana foi erigida em 20 de maio de 1790, recebendo o território da Diocese de Porto Rico (atual Arquidiocese de San Juan de Porto Rico). O território primitivo da diocese incluía as províncias continentais de Guayana e de Cumaná, bem como as províncias insulares de Trinidad e de Margarita, na Capitania Geral da Venezuela. A Sé da Diocese era na cidade de Angostura, atual Ciudad Bolívar, conhecida também como São Tomé de Guayana.
Originalmente sufrâganea da Arquidiocese de Santo Domingo, em 24 de novembro de 1803 em virtude da bula In universalis Ecclesiæ regimine do Papa Pio VII passou a fazer parte da província eclesiástica da Arquidiocese de Caracas.
Em 23 de fevereiro de 1818 cedeu uma parte do seu território para a ereção do Vicariato Apostólico de Trinidad (atual Arquidiocese de Port of Spain).
Em 4 de março de 1922, 12 de outubro de 1922 e 5 de fevereiro de 1932, cedeu outras partes do território em benefício da ereção, respectivamente, do Vicariato Apostólico de Caroní, da Diocese de Cumaná (hoje uma arquidiocese) e da Prefeitura Apostólica do Alto Orinoco (hoje Vicariato Apostólico de Puerto Ayacucho).
Em 2 de janeiro de 1953 assume o nome de Diocese de Ciudad Bolívar.
Em 7 de junho de 1954 e 24 de maio de 1958, ele cedeu outras partes de seu território para o benefício da ereção das dioceses de Barcelona e de Maturín.
Em 21 de junho de 1958 foi elevada à dignidade de arquidiocese metropolitana pela bula Magna quidem do Papa Pio XII.
Em 20 de agosto de 1979, cedeu outra parte do território para o benefício da ereção da Diocese de Ciudad Guayana, a qual em 25 de março de 1988 juntaram-se os municípios de Piar, Roscio e Sifontes para uma modificação substancial das fronteiras diocesanas.

## Prelados
|                 | Nome                                     | Período    | Notas                           |
| Arcebispos      | Arcebispos                               | Arcebispos | Arcebispos                      |
| --------------- | ---------------------------------------- | ---------- | ------------------------------- |
| 4º              | Ulises Antonio Gutiérrez Reyes, O. de M. | 2011-atual |                                 |
| 3º              | Medardo Luis Luzardo Romero †            | 1986-2011  |                                 |
| 2º              | Crisanto Darío Mata Cova †               | 1966-1986  |                                 |
| 1º              | Juan José Bernal Ortiz †                 | 1958-1965  | Nomeado Arcebispo de Los Teques |
| Bispos          |                                          |            |                                 |
| 11º             | Juan José Bernal Ortiz †                 | 1949-1958  |                                 |
| 10º             | Miguel Antonio Mejía †                   | 1923-1947  |                                 |
| 9º              | Sixto Sosa Díz †                         | 1918-1923  | Nomeado Arcebispo de Cumaná     |
| 8º              | Antonio María Durán †                    | 1891-1917  |                                 |
| 7º              | Manuel Felipe Rodríguez Delgado †        | 1885-1887  |                                 |
| 6º              | José Manuel Arroyo Niño †                | 1856-1884  |                                 |
| 5º              | Mariano Fernández Fortique †             | 1841-1854  |                                 |
| 4º              | Mariano Talavera y Garcés †              | 1828-1841  |                                 |
| 3º              | José Bentura Cabello †                   | 1809-1817  |                                 |
| 2º              | José Antonio García Mohedano †           | 1800-1804  |                                 |
| 1º              | Francisco Ibarra Herrera †               | 1791-1798  | Nomeado Arcebispo de Caracas    |
| Bispos-auxiliar |                                          |            |                                 |
|                 | José de Jesús Nuñez Viloria              | 1982-1987  | Nomeado Bispo de Ciudad Guayana |
|                 | Francisco de Guruceaga Iturriza          | 1967-1969  | Nomeado Bispo de Margarita      |
|                 | Tomás Enrique Márquez Gómez              | 1963-1966  | Nomeado Bispo de San Felipe     |